# Grewia goetzeana
Grewia goetzeana är en malvaväxtart som beskrevs av Karl Moritz Schumann. Grewia goetzeana ingår i släktet Grewia och familjen malvaväxter. Inga underarter finns listade i Catalogue of Life.